# Joanna Schulte
Joanna Schulte (* 1969 in Osnabrück) ist eine deutsche Künstlerin.

## Leben
Schulte studierte erst an der Universität Osnabrück Kunst und Geschichte 1992–1995, danach Freie Kunst an der Fachhochschule für Gestaltung in Hannover und wurde 2001 Meisterschülerin von Ulrich Eller. 2011 bekam sie das Jahresstipendium des Landes Niedersachsen, 2012 das Aufenthaltsstipendium des Landes Brandenburg, Künstlerhaus Schloss Wiepersdorf und 2013 KWW Stipendium der Stiftung Künstlerdorf Schöppingen. Sie lebt in Hannover.

## Werke
Bis 2002 war Schulte Mitglied der Kapelle Wlodek, deren erste Produktion Aus glücklichen Tagen 1999 bei Trikont erschien. Kapelle Wlodek trat meist im Rahmen von Kulturveranstaltungen auf, so 1998 in der Kulturbrauerei Berlin, 1999 in der Herzog August Bibliothek Wolfenbüttel und 2002 im Sprengel Museum Hannover.
Seit 2014 sind Stücke mit dem Musiker Leif Sommerwild als Quadrapong 2.0 entstanden, Goodbye to Romance schaffte es unter die letzten 8 Tranks des Remix-Contest ROMANTIC REVOLUTION – bruckner unlimited, DSO-Remix Contests 2015/2016.
In ihren Objekten, Fotografien und Installationen dramatisiert sie Aspekte sowohl von alltäglichen Phänomenen als auch scheinbar stillen Katastrophen und hinterlässt eine nachhaltig ambivalente Stimmung. Sie konzentriert sich auf die Themen Liebe und Tod, Vermächtnis und Tradition, hierbei im Besonderen auf unterschiedliche Erinnerungskulturen.
Ihre Werke sind in öffentlichen Sammlungen: Sprengel Museum Hannover, Städtische Kunstsammlungen Salzgitter, Kunstsammlung Region Hannover, Kunstsammlungen Akademie der Künste Berlin, Kunstmuseum Bonn.

## Auszeichnungen (Auswahl)
- 2008 erhielt sie den Marler Videoinstallationspreis,
- 2010: Tisa von der Schulenburg-Preis
- 2011: Jahresstipendium des Ministeriums für Wissenschaft und Kultur Niedersachsen
- 2013: Kulturpreis der Evangelisch-lutherischen Landeskirche Hannovers zusammen mit der Künstlergruppe „Das letzte Kleinod“
- 2022: Neustart Kultur, Stiftung Kunstfonds, Bonn